# Distretto di Pinra
Il distretto di Pinra è uno dei quattro  distretti della provincia di Huacaybamba, in Perù. Si trova nella regione di Huánuco e si estende su una superficie di 283.71 chilometri quadrati.